# محمد ياسين الفاداني
أبو الفيض محمد ياسين بن محمد عيسى الفاداني المكي ولادة ونشأة ووفاة، الشافعي مذهبا، أحد أبرز علماء أهل السنة والجماعة ومن المتخصصين في علوم الحديث وإسناده، وصفه من ترجم له بأنه «من أعلام المحدّثين، ومسند العصر والوقت، بل مسند الدنيا».

## مولده ونشأته
ولد في مكة المكرمة سنة 1335 هـ الموافق 1916م. ونشأ في أسرة متدينة ومتعلمة، فكان ابتداء تحصيله العلمي على والده وعمه محمود الفاداني، ثم التحق بالمدرسة الصولتية الهندية. تعلم في مدرسة دار العلوم الدينية في مكة المكرمة عام تأسيسها، وأكمل دراسته على علمائها الأوائل، وغيرهم، ثم عين مشرفاً ومديراً بها حتى وفاته.

## شيوخه
درس على علماء كثيرين في عصره وأخذ عنهم، واجتمعت لديه الكثير من الأسانيد فكان هو مسند الحجاز، وللفاداني أكثر من 400 شيخاً روى عنهم. ومن شيوخه:
- محمد علي بن حسين بن إبراهيم المالكي المكي، وقد طالت ملازمته له، وجمع له أسانيده في جزء سماه «المسلك الجلي في أسانيد فضيلة الشيخ محمد علي»، وضمنه ترجمة موسعة للشيخ.
- أبو علي حسن بن محمد المشاط المكي.
- المحدث عمر بن حمدان المحرسي، وجمع له ثبتاً ضخماً سماه «مطمح الوجدان من أسانيد عمر حمدان»، ثم اختصره في «إتحاف الإخوان».
- مفتي الشافعية عمر بن أبي بكر باجنيد، وقد أخذه عنه الفقه الشافعي.
- محسن بن علي المساوى الفلمباني، ولازمه ملازمة تامة، وقرأ عليه الفقه الشافعي وأصول الفقه وجمع له في ترجمته وأسانيده «فيض المهيمن في ترجمة وأسانيد السيد محسن».
- المؤرخ عبد الله بن محمد غازي المكي.
- عبد الستار بن عبد الوهّاب الصديقي الهندي المكي.
- الأديب اللغوي إبراهيم بن داود الفطاني المكي.
- علوي بن عباس المالكي المكي.
- محمد أمين الكتبي المكي.
- المقرئ الشهاب أحمد بن عبد الله بن محمد المخللاتي الشامي ثم المكي، وقد جمع أسانيده وترجمته في مجلد سماه «الوصل الراتي في أسانيد وترجمة الشهاب أحمد المخللاتي».

## عمله
باشر التدريس في دار العلوم الدينية في مكة المكرمة عام 1356 هـ، وكان يلقي دروساً مختلفة في شتى العلوم في المسجد الحرام، وخصص لتدريس الحديث النبوي وعلومه، وكذا في منزله ومكتبه الخاص، وكان له اهتمام بتعليم البنات، حتى أنشأ في عام 1377 هـ، معهداً للمعلمات، وشارك في تأسيس مدارس البنات.

## تلامذته
```
تخرج على يديه مئات من طلاب العلم، وهم منتشرون حول العالم.
[
4
]
 من أبرزهم الشيخ المحدث المسند أحمد بن فخري بن محمد الرفاعي الشافعي.

```

## مؤلفاته
زادت مؤلفاته على المئة كتاب ورسالة، في الحديث والفقه والعربية والمنطق والفلك، ومنها:
| - إتحاف الإخوان باختصار مطمح الوجدان في أسانيد الشيخ عمر حمدان. - إتحاف أولي النهى بإجازة الأخ الشيخ محمد طه، انظر إتحاف المستفيد بغرر الأسانيد. - إتحاف أولي الهمم العالية بالكلام على الحديث المسلسل بالأولية. - إتحاف الباحث السري بأسانيد الوجيه الكزبري (الصغير). - إتحاف البررة بأسانيد الكتب الحديثية العشرة. - إتحاف الخلان توضيح تحفة الإخوان في علم البيان للدردير. - إتحاف المستفيد بغرر الأسانيد، ويسمى: إتحاف أولي النهى بإجازة الأخ الشيخ محمد طه. - اختصار رياض أهل الجنة من آثار أهل السنة لعبد الباقي البعلي الحنبلي. - الأربعون البلدانية: أربعون حديثاً عن أربعين شيخا من أربعين بلداً. - أربعون حديثاً مسلسلة بالنحاة إلى الجلال السيوطي. - أربعون حديثاً من أربعين كتاباً عن أربعين شيخاً. - الإرشادات السوية في أسانيد الكتب النحوية والصرفية. - أسانيد أحمد بن حجر الهيتمي المكي. - أسانيد الكتب الحديثية السبعة. - أسمى الغايات في أسانيد الشيخ إبراهيم الخزامي في القراءات. - إضاءة النور اللامع شرح الكوكب الساطع نظم جمع الجوامع. - بغية المريد من علوم الأسانيد (وهو ثبته الكبير). - بغية المشتاق شرح لمع الشيخ أبي إسحاق الشيرازي، في أصول الفقه. - بلغة المشتاق في علم الاشتقاق. - تتميم الدخول: تعليقات على مدخل الوصول إلى علم الأصول. - تذكار المصافي بإجازة الفخر عبد الله بن عبد الكريم الجرافي. - تشنيف السمع: مختصر في علم الوضع. - تعليقات على كفاية المستفيد، للشيخ محفوظ الترمسي. - تعليقات على لمع الشيخ أبي إسحاق. - تنوير البصيرة بطرق الإسناد الشهيرة. - الجامع الحاوي في مرويات الشرقاوي. - جني الثمر: شرح منظومة منازل القمر. - حاشية على الأشباه والنظائر في الفروع الفقهية للسيوطي. - حاشية على التلطف شرح التعرف في أصول الفقه. - حسن الصياغة: شرح كتاب: دروس البلاغة. - حسن الوفا لإخوان الصفا (ثبت لمحمد فالح بن محمد الظاهري المهنوي، المتوفي سنة 1328 هـ، تعليق وتصحيح الفاداني. - الدر الفريد من درر الأسانيد. - الدر المنضود: شرح سنن أبي داود. - الدر النضير على ثبت الأمير. - الروض النضير في مجموع الإجازات بثبت الأمير. - الرسالة البيانية، في علم البيان، على طريقة السؤال والجواب. | - رسالة في علم المنطق. - الروض الفائح وبغية الغادي والرائح بإجازة فصيلة الأستاذ محمد رياض المالح. - رياض أهل الجنة بآثار أهل السنة، لعبد الباقي البعلي. - الرياض النضرة في أسانيد كتب الحديثية العشرة. - السلاسل المختارة بإجازة المؤرخ السيد محمد بن محمد بن زبارة. - سلسلة الوصلة: مجموعة مختارة من الأحاديث المسلسلة، إجازة للقاضي السيد أبو بكر الحبشي شرح مختصر القدوري (فقه حنفي). - العجالة في الأحاديث المسلسلة. - العجالة المكية على الأوائل السنبلية. - النفحة المسكية على الأوائل السنبلية. - العقد الفريد من جواهر الأسانيد. - فتح الرب المجيد فيما لأشياخي من فرائد الإجازات والأسانيد. - فتح العلام شرح بلوغ المرام. - الفوائد الجنية: حاشية المواهب السنية: شرح الفرائد البهية في نظم القواعد الفقهية في الأشباه والنظائر على مذهب الشافعية. - فيض الإله العلي في أسانيد عبد الباقي البعلي الحنبلي. - فيض الرحمن في ترجمة وأسانيد الشيخ خليفة بن حمد آل نبهان. - الفيض الرحماني بإجازة فضيلة الشيخ محمد تقي العثماني. - فيض المبدي بإجازة الشيخ محمد عوض منقش الزبيدي. - فيض المهيمن في ترجمة وأسانيد السيد محسن. - قرة العين في أسانيد أعلام الحرمين. - القول الجميل بإجازة سماحة السيد إبراهيم عقيل. - الكواكب الدراري بإجازة محمود سعيد ممدوح القاهري. - المختصر المهذب في معرفة واستخراج الأوقات والقبلة بالمربع المجيب. - المسلك الجلي في ترجمة وأسانيد الشيخ محمد علي. - مطمح الوجدان في أسانيد الشيخ عمر حمدان. - المقتطف من إتحاف الأكابر بأسانيد المفتي عبد القادر. - منهل الإفادة: هوامش على رسالة البحث والمناظرة، لطاش كبري زاده. - المواهب الجزيلة على أزهار الخميلة: شرح ثمرات الوسيلة في الفلك. - النفحة المسكية على الأوائل السنبلية. - النفحة المكية في الأسانيد المكية: إجازة للنابغة القاضي محمد بن عبد الله العمري. - نهاية المطلب على الأرب في علوم الإسناد والأدب. - نيل المأمول: حاشية على لب الأصول وشرحه غاية الوصول. - ورقات على الجوهر الثمين في أربعين حديثا من أحاديث سيد المرسلين، للعجلوني. - ورقات في مجموعة المسلسلات والأوائل والأسانيد العالية. - الوصل الراتي في ترجمة وأسانيد الشهاب أحمد المخللاتي. |

## وفاته
توفي الفاداني في مكة المكرمة، ليلة الجمعة 28 ذي الحجة سنة 1410 هـ، الموافق 21 يوليو 1990م، وصلي عليه يوم الجمعة بعد الصلاة، ودفن في مقبرة المعلاة في مكة المكرمة.